# Complice la notte
Complice la notte (One Night Stand) è un film del 1997 scritto e diretto da Mike Figgis.

## Trama
Un matrimonio mediocre e la preoccupazione per la malattia terminale dell'amico Charlie sono i pensieri di Max, un regista pubblicitario, durante un viaggio di lavoro a New York. Qui Max incontra Karen, una bella donna con la quale, complice il volo aereo che entrambi hanno perduto, si reca a vedere un concerto al Carnegie Hall. Sulla via del ritorno, durante un'appassionata discussione, Max e Karen sono assaliti da un balordo armato di coltello. Scossi dall'accaduto i due finiscono nella camera d'albergo di lei, dove trascorrono una notte di passione. Il giorno dopo, senza lasciarsi nomi e numeri di telefono, i due si separano. Max torna a casa dalla moglie Mimi e i suoi due figli. Nonostante i tentativi di Mimi di rianimare la loro vita coniugale, Max non riesce a dimenticare la notte newyorkese. Un anno dopo le condizioni di Charlie peggiorano e Max torna a New York con la moglie per assistere l'amico. Giunto al capezzale Max conosce il fratello di Charlie, Vernon, e la sua nuova moglie: si tratta di Karen. L'incontro si carica di una grande tensione emotiva, che viene colta da Charlie e da entrambi i coniugi. Una volta che la loro relazione esce allo scoperto, si innescano altri imprevedibili avvenimenti.

## Riconoscimenti
- 54ª Mostra internazionale d'arte cinematografica di Venezia
  - miglior interpretazione maschile (Wesley Snipes)